# Indizione

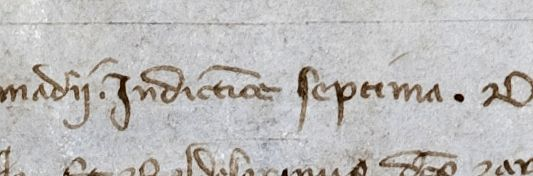
Indictione septima in un documento del 16 maggio 1324

L'indizione è un computo del tempo basato su un ciclo temporale di 15 anni, che caratterizza l'anno così come la suddivisione della settimana caratterizza il giorno: si partiva dall'indizione prima (o anno indizionale primo) per arrivare  all'indizione quindicesima (o anno indizionale quindicesimo) e tornare all'indizione prima nell'anno successivo.  
Questo computo non nasce dal movimento degli astri bensì da cadenze fiscali. È utilizzato nella data di documenti della tarda antichità, medievali e talvolta moderni. 
L'indizione è in ambito religioso anche l'inizio dell'anno ecclesiastico (Indiktos, il 1º settembre, per i calendari liturgici ortodosso e greco-cattolico) oppure l'inizio dell'anno santo (per la Chiesa cattolica). 

## Aspetti storici
In italiano, il termine indizione deriva dal latino indictio, indictionis ed è rafforzato etimologicamente dal greco ινδικτιών, indiktion. Il termine latino è un composto di in e dicere, come "indire", con il senso di "intimare". Questo computo, infatti, deriva esplicitamente dall'indizione di censimenti periodici.

### L'Indizione nell'evo antico
Probabilmente tale computo ebbe origine in Egitto dove ogni cinque anni, a causa delle piene del Nilo, si "indiceva" un censimento fiscale, come testimoniato anche da un papiro probabilmente risalente al 207 a.C.
È invece certo che con tale denominazione si indicasse un tributo fiscale imposto ai cittadini dell'Impero Romano che, secondo alcune fonti, fu introdotto con carattere straordinario e che in seguito divenne ordinario e, secondo altre fonti, a cadenza quinquennale. Ulteriori fonti sostengono che tale tributo fosse divenuto ordinario o, almeno, ne fosse stata riconosciuta ufficialmente l'ordinarietà, con Diocleziano il quale, secondo altre fonti, pare avesse stabilito l'annualità della cadenza del tributo o, almeno, l'annualità del versamento del tributo. Secondo alcune fonti, con il IV secolo d.C. il tributo fiscale sarebbe stato esteso a tutto l'Impero Romano, mentre altre fonti sostengono che ciò avvenne molto prima: è invece certo che con il IV secolo il computo di tale tributo diventa quindicennale.
L'indizione originariamente era segnata solo in documenti di natura fiscale; è indubbio che dal computo quindicennale e, pare anche, dalla denominazione dell'imposta fiscale, cominciò a formarsi un computo cronologico basato su un identico numero di anni che si diffuse rapidamente nell'impero per regolare il tempo e che rimarrà in uso nella tarda antichità e anche oltre. Per volontà di Costantino I, dopo la vittoria su Massenzio l'indizione fu adottata nel 312 d.C. ma per essere applicata dal 313, certamente come elemento cronologico di tutti i documenti, poiché non tutti gli studiosi sono concordi nel ritenere ciò come un'adozione ufficiale dell'indizione quale sistema di datazione, ma semplicemente come una sorta di riorganizzazione burocratica che prevede una metodologia di allineamento della datazione degli altri documenti rispetto ai documenti fiscali. Nel VI secolo d.C. è Giustiniano che fissa l'indicazione dell'anno indizionale nelle norme del Corpus iuris civilis relative alla confezione dei documenti adottando ufficialmente ed inequivocabilmente l'indizione quale sistema di datazione.

### L'indizione nel medioevo e negli evi moderno e contemporaneo
L'uso dell'indizione resta in tutto il Medioevo e per buona parte della modernità, anzi, per l'Alto medioevo, risulta essere uno dei criteri di datazione più certi in rapporto alla progressiva perdita di funzionalità di altri computi come gli anni del consolato. Tale uso comincia a diffondersi nella maggior parte delle cancellerie occidentali, cioè fuori dal dominio bizantino, addirittura nel V secolo, ossia prima della legislazione giustinianea, e nel IX secolo viene adottato anche dai Franchi. Fu utilizzato, anche se sporadicamente, fino all'età napoleonica e sussiste ancora per alcuni computi dell'anno ecclesiastico, fra cui quelli inerenti alla determinazione della data della Pasqua.

## Calcolo dell'indizione
Nelle scienze ausiliarie della storia, specialmente in diplomatica, è utile ottenere l'indizione in rapporto all'anno dell'era cristiana, perché il risultato permette di avere un ulteriore termine di confronto al fine di stabilire l'esatta data di emissione di un documento, nonché per stabilirne l'eventuale autenticità.
Nella seguente tabella si ottiene l'indizione incrociando la colonna del secolo con la riga corrispondente all'anno. A titolo di esempio, in verde è evidenziata la corrispondenza per l'anno 1392 (indizione quindicesima).
| Calcolo dell'indizione | Calcolo dell'indizione | Calcolo dell'indizione | Calcolo dell'indizione | Calcolo dell'indizione | Calcolo dell'indizione | Calcolo dell'indizione | 300  | 400  | 500  |
| Calcolo dell'indizione | Calcolo dell'indizione | Calcolo dell'indizione | Calcolo dell'indizione | Calcolo dell'indizione | Calcolo dell'indizione | Calcolo dell'indizione | 600  | 700  | 800  |
| Calcolo dell'indizione | Calcolo dell'indizione | Calcolo dell'indizione | Calcolo dell'indizione | Calcolo dell'indizione | Calcolo dell'indizione | Calcolo dell'indizione | 900  | 1000 | 1100 |
| Calcolo dell'indizione | Calcolo dell'indizione | Calcolo dell'indizione | Calcolo dell'indizione | Calcolo dell'indizione | Calcolo dell'indizione | Calcolo dell'indizione | 1200 | 1300 | 1400 |
| Calcolo dell'indizione | Calcolo dell'indizione | Calcolo dell'indizione | Calcolo dell'indizione | Calcolo dell'indizione | Calcolo dell'indizione | Calcolo dell'indizione | 1500 | 1600 | 1700 |
| Calcolo dell'indizione | Calcolo dell'indizione | Calcolo dell'indizione | Calcolo dell'indizione | Calcolo dell'indizione | Calcolo dell'indizione | Calcolo dell'indizione | 1800 | 1900 | 2000 |
| ---------------------- | ---------------------- | ---------------------- | ---------------------- | ---------------------- | ---------------------- | ---------------------- | ---- | ---- | ---- |
| 00                     | 15                     | 30                     | 45                     | 60                     | 75                     | 90                     | III  | XIII | VIII |
| 01                     | 16                     | 31                     | 46                     | 61                     | 76                     | 91                     | IV   | XIV  | IX   |
| 02                     | 17                     | 32                     | 47                     | 62                     | 77                     | 92                     | V    | XV   | X    |
| 03                     | 18                     | 33                     | 48                     | 63                     | 78                     | 93                     | VI   | I    | XI   |
| 04                     | 19                     | 34                     | 49                     | 64                     | 79                     | 94                     | VII  | II   | XII  |
| 05                     | 20                     | 35                     | 50                     | 65                     | 80                     | 95                     | VIII | III  | XIII |
| 06                     | 21                     | 36                     | 51                     | 66                     | 81                     | 96                     | IX   | IV   | XIV  |
| 07                     | 22                     | 37                     | 52                     | 67                     | 82                     | 97                     | X    | V    | XV   |
| 08                     | 23                     | 38                     | 53                     | 68                     | 83                     | 98                     | XI   | VI   | I    |
| 09                     | 24                     | 39                     | 54                     | 69                     | 84                     | 99                     | XII  | VII  | II   |
| 10                     | 25                     | 40                     | 55                     | 70                     | 85                     | —                      | XIII | VIII | III  |
| 11                     | 26                     | 41                     | 56                     | 71                     | 86                     | —                      | XIV  | IX   | IV   |
| 12                     | 27                     | 42                     | 57                     | 72                     | 87                     | —                      | XV   | X    | V    |
| 13                     | 28                     | 43                     | 58                     | 73                     | 88                     | —                      | I    | XI   | VI   |
| 14                     | 29                     | 44                     | 59                     | 74                     | 89                     | —                      | II   | XII  | VII  |

L'espressione matematica che descrive l'operazione da fare per ottenere l'indizione è la seguente:
{\displaystyle indizione=(anno+3){\bmod {1}}5}
Il calcolo dunque si fa sommando 3 all'anno dell'era cristiana di cui si vuole sapere l'indizione, dividendo poi il tutto per 15: il resto della divisione intera (ovvero il risultato dell'operazione modulo) sarà l'indizione; se il resto è 0 l'indizione sarà la XV.
Si può utilizzare la formula seguente in LibreOffice Calc in italiano, dove A1 rappresenta l'anno: =ROMANO(SE(RESTO(A1+3;15)>0;RESTO(A1+3;15);15))
La necessità di sommare 3 all'anno è data dal fatto che se ripercorressimo i cicli indizionali dal 313 d.C. all'inizio dell'era volgare, il primo ciclo utile cadrebbe tra il 3 a.C. ed il 12 d.C., esiste quindi uno sfasamento di tre anni tra le due forme di datazione.
A titolo esemplificativo, di seguito si presentano due casi:
- Per l'anno 1969 l'indizione era la settima:
Prima operazione {\displaystyle 1969+3=1972}
Seconda operazione {\displaystyle 1972{\bmod {1}}5=7} ovvero {\displaystyle 1972:15=131} con resto {\displaystyle 7}
- Per l'anno 1932 l'indizione era la quindicesima:
Prima operazione {\displaystyle 1932+3=1935}
Seconda operazione {\displaystyle 1935{\bmod {1}}5=0} ovvero {\displaystyle 1935:15=129} con resto {\displaystyle 0} (per resto 0 l'indizione è la XV)

## Diverse tipologie d'indizione
Per verificare effettivamente un'indizione è necessario tener conto di eventuali correzioni sia per l'inizio dell'anno sia per l'inizio dell'indizione, corrispondenti a diversi stili, che si potrebbero dover riportare allo stile moderno. Infatti, l'indizione non principia mai il 1º gennaio, quindi la semplice procedura di calcolo descritta sopra non basta, ma è necessario considerare se questa è cominciata prima della data considerata o dopo. Inoltre, fino ad alcuni secoli fa l'usanza di far cominciare l'anno dell'era cristiana il 1º gennaio non era universale nemmeno per tutta la cristianità, quindi prima di valutare la corrispondenza tra il numero dell'indizione e l'anno è necessario anche considerare in che giorno in quel luogo si era soliti far cominciare l'anno nuovo.

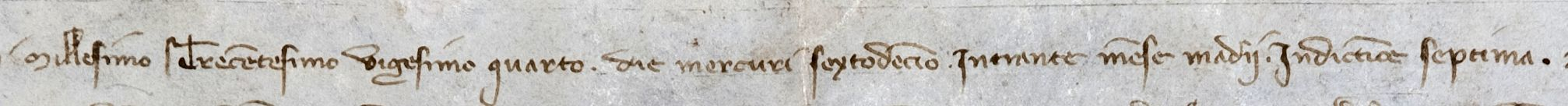
Esempio di documento del 16 maggio 1324 con indizione settima

Nella data riportata come esempio, sapendo il documento scritto in Valtellina, si può presumere usato per l'anno lo stile della Natività, com'era comune a Como e Milano in quei tempi. Riguardo all'indizione, invece, è più difficile fare considerazioni, non conoscendo gli usi del notaio.

### Stili per l'indizione
- Indizione greca o bizantina o costantinopolitana, in uso a Bisanzio per moltissimo tempo, nell'Italia meridionale fino al XVI secolo, nella zona di Milano dal X sec., nella zona di Siena e nella Cancelleria pontificia sino IX secolo anche se si trova qualche documento curiale che la continua ad utilizzare fino al 1197 d.C. Essa si basa sullo stile bizantino per cui dura dal 1º settembre, capodanno, sino 31 agosto successivo compresi, mentre a Siena dura dall'8 settembre, capodanno, sino al 7 settembre successivo compresi. Alcuni studiosi ritengono che l'indizione presente a Siena sia da considerarsi come un'indizione vera e propria e non come una versione senese dell'indizione greca in quanto i legami con quest'ultima sarebbero del tutto casuali.
- Indizione bedana o costantiniana o cesarea, in uso spesso presso la Cancelleria imperiale bizantina e nei territori della repubblica genovese. Secondo alcune fonti venne chiamata Bedana perché fissata o usata dal Beda. Durava dal 24 settembre al 23 settembre successivo o, secondo altre fonti, dal 23 settembre al 22 settembre successivo compresi. Una particolarità sarebbe costituita dalla versione genovese dell'indizione bedana, conosciuta anche come Bedana all'uso genovese, la quale per alcuni studiosi si tratterrebbe di un'indizione a sé stante anche se di origini bedane, e che calcola il computo dell'anno inferiore di un'unità rispetto all'indizione bedana vera e propria.
- Indizione romana o pontificia, in uso in occidente sin dal IX secolo. A essa sono riconducibili direttamente due stili: lo stile della Natività, molto diffuso nel medioevo specie in Italia settentrionale, per cui dura dal 25 dicembre al successivo 24 dicembre compresi, e lo stile della Circoncisione, usato dal secolo XIV in modo sempre più esclusivo dalla Cancelleria pontificia per poi cominciare a diffondersi fuori dall'ambito della Cancelleria pontificia e lentamente sostituire lo stile della Natività, per cui dura dal 1º gennaio al 31 dicembre successivo compresi. Alcuni studiosi ritengono che lo stile della Circoncisione non sia che una ridenominazione cristiana di un precedente stile, il cui usò iniziò con la riforma del calendario di Giulio Cesare e di cui la Cancelleria pontificia avrebbe conservato delle testimonianze.

### Stili per l'anno
- Stile della Natività portava ad anticipare l'inizio dell'anno a Natale perciò al 24 dicembre 1399 seguiva il 25 dicembre 1400.
- Stile veneto, in uso nei territori della Repubblica di Venezia sino al 1797 e che risale all'antico calendario romano antecedente la riforma giuliana, quando non esistevano i mesi di gennaio e febbraio, per cui il capodanno cade il 1º marzo.
- Stile dell'Incarnazione, in uso nei territori di Pisa e di Firenze, si basa sul computo degli anni effettuato da Dionigi il piccolo, per cui l'inizio dell'anno viene fatto corrispondere con la Solennità dell'Annunciazione ossia il 25 marzo. Poiché il suo uso determinava due date differenti nei territori fiorentini e pisani, secondo che l'anno inizi rispettivamente il 25 marzo precedente o successivo rispetto al 1º gennaio in base al computo attuale, alcuni studiosi parlano di due stili distinti, il fiorentino e il pisano.
- Stile della Pasqua, in uso soprattutto in Francia per cui la data della Pasqua era il capodanno. Tale stile comporta notevoli differenze fra un anno e l'altro, dato che la data di Pasqua è mobile e può cadere tra il 22 marzo e il 25 aprile.